# Wittig (rivière)
La Wittig (en polonais : Witka ; en tchèque : Směda) est une rivière de Silésie et un affluent droit de la Neisse. Elle arrose la République tchèque et la Pologne.

## Géographie
Son cours est long de 51,9 km et son bassin couvre 331 km2, dont :
- en République tchèque : 46 km et 271 km2 ;
- en Pologne : 5,9 km et 60 km2.

Elle prend sa source à Smědava (ancienne Wittighaus), en République tchèque, et se jette dans la Neisse, non loin du village de Radomierzyce (ancien Radmeritz), près de Görlitz.
Cette rivière marqua la frontière entre la Saxe et la Prusse entre 1815 et 1945.